# 이재룡
이재룡(1964년 9월 24일 ~ )은 대한민국의 배우이다.

## 생애
전라남도 담양군에서 출생한 그는 1986년 연극배우로 첫 데뷔하였으며, 같은 해 1986년 MBC 문화방송 공채 탤런트 18기로 정식 데뷔하였고 이에 앞서 KBS 공채 11기에 응시했는데 원서가 모자라 인쇄까지 하여 마지막날 접수했으며 1차는 통과했으나 면접에서 탈락했다.
《옛날의 금잔디》에서 연인 역할로 호흡을 맞추었던 유호정과 1995년 11월 26일 결혼식을 올렸다. 결혼 후에도 드라마와 쇼오락 프로그램 양쪽을 종횡무진하며 활발한 활동을 펼쳤다.
명지대학교 겸임교수를 직위한 이후 대진대학교 전임강사를 맡고 있다.

## 학력
- 서울원당국민학교 (1977년 졸업)
- 선린중학교 졸업 (1980년 졸업)
- 배문고등학교 (1983년 졸업)
- 중앙대학교 연극영화학과 학사 (1987년 졸업)
- 고려대학교 언론대학원 언론학과 석사 (졸업)

## 출연작

### 드라마
- 1987년 MBC 주말연속극 《사랑과 야망》... 웨이터 역
- 1988년 MBC 대하드라마 《조선왕조 오백년 - 인현왕후》
- 1988년 MBC 대하드라마 《조선왕조 오백년 - 한중록》
- 1988년 MBC 농촌드라마 《전원일기》 ... 서울 모 포장마차 커플 남자 손님 역
- 1989년 MBC 대하드라마 《제2공화국》 ... 경상남도 마산 경찰 역
- 1990년 MBC 대하드라마 《조선왕조 오백년 - 대원군》 ... 경평군 이호[4] 역
- 1990년 MBC 아침드라마 《아직은 마흔아홉》 ... 명준 역
- 1990년 MBC 8·15 특집드라마 《반민특위》
- 1991년 MBC 주말연속극 《사랑이 뭐길래》 ... 한철진 역
- 1991년 MBC 월화드라마 《장미빛 인생》
- 1991년 MBC 단막극 《천사에게 날개를》 ... 매니저 역
- 1991년 KBS1 일일연속극 《옛날의 금잔디》 ... 현규 역
- 1992년 KBS2 일일연속극《가시나무 꽃》... 한영빈 역
- 1993년 SBS 주말극장 《산다는 것은》 ... 이우진 역
- 1993년 MBC 수목드라마 《여자의 방》 ... 황보현 역
- 1993년 MBC 미니시리즈 《파일럿》 ... 대한항공 연구소 엔지니어링 부서 이윤철 역
- 1993년 MBC 아침드라마 《자매들》 ... 재국 역
- 1993년 MBC 수요드라마 《해야 솟아라》 ... 박종하 역
- 1994년 MBC 주간드라마 《종합병원》 ... 일반외과 레지던트 김도훈 역
- 1994년 MBC 미니시리즈 《맞수》 ... 유창혁 역
- 1994년 MBC 미니시리즈 《새야 새야 파랑새야》 ... 도영 역
- 1995년 MBC 특집드라마 《칠갑산》... 준혁 역
- 1996년 MBC 주말연속극 《위험한 사랑》 ... 김의환 역
- 1996년 MBC 미니시리즈 《이혼하지 않는 이유》 ... 홍서환 역
- 1997년 KBS1 일일연속극 《정 때문에》 ... 차대기 역
- 1998년 MBC 주말연속극 《사랑과 성공》 ... 김장수 역
- 1998년 SBS 청춘시트콤 《나 어때》 ... 이재룡 역
- 1999년 SBS 주말극장 《파도》 ... 박영준 역
- 1999년 MBC 수목드라마 《우리가 정말 사랑했을까》 ... 송길진 역
- 1999년 MBC 주말연속극 《남의 속도 모르고》 ... 최대한 역
- 1999년 KBS2 아침드라마 《만남》 ... 최연택 역
- 2000년 KBS2 미니시리즈 《바보같은 사랑》 ... 진상우 역
- 2001년 MBC 대하드라마 《상도》 ... 의주 만상 대방 임상옥 역
- 2001년 KBS2 주말연속극 《동양극장》 ... 황철 역
- 2002년 MBC 주말연속극 《맹가네 전성시대》 ... 최규식 역
- 2002년 KBS1 일일연속극 《당신 옆이 좋아》 ... 최민성 역
- 2004년 KBS2 수목드라마 《풀하우스》 ... 결혼식 하객 역 (특별출연)
- 2004년 KBS1 대하드라마 《불멸의 이순신》 ... 서애 류성룡 역
- 2006년 KBS2 수목미니시리즈 《굿바이 솔로》 ... 강호철 역
- 2006년 SBS 월화미니시리즈 《눈꽃》 ... 유건희 역
- 2007년 MBC 일일연속극 《나쁜 여자 착한 여자》 ... 송건우 역
- 2008년 MBC 수목미니시리즈 《종합병원 2》 ... 성의대학교병원 외과 교수 김도훈 역
- 2010년 KBS2 단막극 《KBS 드라마 스페셜 - 빨강사탕》 ... 재박 역
- 2011년 KBS2 주말연속극 《사랑을 믿어요》 ... 김동훈 역
- 2013년 KBS2 일일시트콤 《일말의 순정》 ... 최민수 역
- 2013년 MBC 일일드라마 《제왕의 딸 수백향》 ... 무령대왕 역
- 2016년 KBS2 월화드라마 《뷰티풀 마인드》 ... 채순호 역
- 2017년 MBC 주말연속극 《밥상 차리는 남자》 ... 캐빈 밀러 역
- 2018년 SBS 월화드라마 《기름진 멜로》 ... 병원장 역
- 2019년 JTBC 금토드라마 《초콜릿》 ... 이승훈 역 - 이강과 이준의 아버지 역

### 영화
- 1992년 《아들과 연인》 ... 진호 역
- 1997년 《할렐루야》 (우정출연)
- 1998년 《키스할까요?》 ... 짜장면 남배우 역(특별출연)
- 2003년 《동해물과 백두산이》 ... 제트스키 대여원 역(특별출연)
- 2004년 《하류인생》 ... 정보부 요원 2 역
- 2006년 《아이스케키》 ... 영래 아빠 역(특별출연)

### 연극
- 《세종대왕》 ... 성승 역(조연)

### 뮤지컬
- 《아가씨와 건달들》

### TV 프로그램
- 1994년 SBS 《환경탐사 그린맨을 찾아라》 MC
- 1995년 MBC 《일요일 일요일 밤에》 MC
- 1995년 MBC 《선택! 토요일이 좋다》 MC
- 1996년 ~ 1997년 KBS2 《토요일 전원출발》 MC
- 1996년 KBS2 《가족오락관》 게스트
- 1999년 MBC 《베스트 토요일》 MC
- 2000년 MBC 《TV특종 놀라운 세상》 MC
- 2008년 SBS 《좋은 아침》 MC
- 2013년 KBS2 《해피투게더 시즌3》
- 2014년 SBS 《에코빌리지 즐거운 家!》
- 2015년 SBS플러스 《남자끼리》 MC
- 2015년 TV조선 《인스턴트의 재발견! 간편밥상》
- 2015년 MBC 《나의 머니 파트너: 옆집의 CEO들》
- 2017년 유튜브 《여기 한잔》 MC
- 2018년 MBC 《황금어장 라디오스타》 7월 25일
- 2018년 tvN 《나의 영어사춘기 100시간》 고정 출연

### 라디오 프로그램
- 2016년 EBS FM 《EBS 책 읽는 라디오 낭독 시리즈》

### CF
- 1991년 동화약품 헬민 200 - 한인수, 이재룡 편
- 1992년 오리온 비틀즈
- 1993년 동산유지 창포비누
- 1993년 삼양사 맛초롱 카놀라유 - 이재룡, 배종옥 편
- 1994년 노송가구 멋지제가구 - 이재룡, 유호정 편
- 1994년 동산씨앤지 와이크린 - 이재룡, 유호정 편
- 1994년 현대CD비전 - 이재룡, 신은경, 이지은 편
- 1995년 쌍용제지 울트라 큐티 파워슬림
- 1995년 OB 라거 - 이재룡, 이종원, 유하영, 전광렬, 강석우 편
- 1996년 대진침대
- 1996년 비씨카드 - 이재룡, 유호정 편
- 1997년 한국방송광고진흥공사 공익광고협의회 우리모두다같이조그만
- 1997년 롯데칠성 델몬트 콜드 - 이재룡 편
- 1997년 금강제화 상품권 - 유인촌, 이휘향, 이재룡, 이종원, 김원희, 이민영 편
- 2001년 정관장 - 이재룡 편
- 2002년 백설식용유 - 이재룡, 유호정 편
- 2002년 삼성화재 - 기찻길 편
- 2003년 호반리젠시빌 - 이재룡, 유호정 편
- 2005년 새우깡 - 이재룡, 유호정 편
- 2005년 안성탕면 - 이재룡, 유호정 편
- 2005년 농심 V8 - 둥근해가 떴습니다 편
- 2007년 농심 별따먹자 - 부드러운 쌀과자

## 수상 및 후보
| 연도 | 시상식                     | 부문                           | 작품                     | 결과 |
| ---- | -------------------------- | ------------------------------ | ------------------------ | ---- |
| 1993 | SBS 연기대상               | 드라마부문 남자 최우수연기상   | 산다는 것은              | 후보 |
| 1994 | MBC 방송대상               | 남자 우수연기상                | 종합병원                 | 수상 |
| 1995 | 제31회 백상예술대상        | TV부문 남자 최우수연기상       | 종합병원                 | 후보 |
| 1995 | MBC 연기대상               | 남자 최우수연기상              | 종합병원, 칠갑산         | 후보 |
| 1999 | SBS 연기대상               | 남자 최우수연기상              | 파도                     | 후보 |
| 2000 | KBS 연기대상               | 남자 우수연기상                | 바보같은 사랑            | 후보 |
| 2001 | 제14회 그리메상            | 최우수 남자연기상              | 상도                     | 수상 |
| 2002 | MBC 연기대상               | 연속극부문 남자 최우수연기상   | 상도                     | 수상 |
| 2006 | KBS 연기대상               | 남자 우수연기상                | 굿바이 솔로              | 후보 |
| 2009 | 제8회 전국사회복지봉사대회 | 보건복지가족부장관 표창상      | 빈칸                     | 수상 |
| 2010 | KBS 연기대상               | 남자 단막극상                  | 드라마 스페셜 - 빨간사탕 | 후보 |
| 2011 | KBS 연기대상               | 장편드라마부문 남자 우수연기상 | 사랑을 믿어요            | 후보 |
| 2013 | MBC 연기대상               | 연속극부문 남자 최우수연기상   | 제왕의 딸 수백향         | 후보 |
| 2014 | SBS 연예대상               | 예능 부문 신인상               | 에코빌리지 즐거운 家!    | 후보 |

## 참고 사항
- MBC 탤런트 공채 동기인 故 이재훈의 아버지 이용희가 제1회 지방 선거 당시 충북지사 후보(민주당)로 출마하자 또 다른 MBC 탤런트 공채 동기였던 박상원과 함께  출연료를 받지 않고 이용희씨 지지 광고의 모델로 나선 적이 있다.[5]
- 2003년 3월 21일, 음주운전 사건 때문에 불구속 입건 되어 면허가 취소되었다.[6]